# Benandarah
Benandarah är en ort i Australien. Den ligger i kommunen Eurobodalla och delstaten New South Wales, i den sydöstra delen av landet, omkring 220 kilometer sydväst om delstatshuvudstaden Sydney. Antalet invånare är 596.
Runt Benandarah är det glesbefolkat, med 11 invånare per kvadratkilometer.. Närmaste större samhälle är Batemans Bay, omkring 11 kilometer sydväst om Benandarah.
I omgivningarna runt Benandarah växer i huvudsak städsegrön lövskog. Genomsnittlig årsnederbörd är 1 370 millimeter. Den regnigaste månaden är mars, med i genomsnitt 189 mm nederbörd, och den torraste är juli, med 28 mm nederbörd.